# Kabupaten Pegunungan Bintang
Kabupaten Pegunungan Bintang är ett kabupaten i Indonesien.   Det ligger i provinsen Papua, i den östra delen av landet, 3 700 km öster om huvudstaden Jakarta. Antalet invånare är 65 434.